# Список конькобежных катков России

В списке конькобежных катков России представлены крытые стадионы России, на которых проводились, проводятся или запланированы к проведению соревнования по конькобежному спорту. При указании вместимости в качестве основного значения приводится максимальное количество зрителей в конфигурации для скоростного бега на коньках.
Старейшим действующим конькобежным катком страны является «Крылатское», открытый в сентябре 2004 года.

## Список арен
Ниже перечислены конькобежные катки России в алфавитном порядке.
| Название                                            | Дата открытия    | Вмести- мость               | Изображение             | Город     | Адрес                            | Крупные соревнования | Комментарий |
| --------------------------------------------------- | ---------------- | --------------------------- | ----------------------- | --------- | -------------------------------- | --- | --- |
| «Адлер-Арена»                                       | 2012             | 8000                        |                         | Сочи      | Олимпийский парк Сочи            | Соревнования: - Чемпионат России по конькобежному спорту в классическом многоборье — 26-27 декабря 2012 года - Чемпионат России по конькобежному спорту в спринтерском многоборье — 28-29 декабря 2012 года - Чемпионат мира по конькобежному спорту на отдельных дистанциях — 21-24 марта 2013 - Чемпионат России по конькобежному спорту на отдельных дистанциях (отборочные соревнования на Олимпийские игры) — 26-29 декабря 2013 года - Конькобежный спорт на зимних Олимпийских играх 2014 — 8-22 февраля 2014 года - Матч Кубка Федерации по теннису 2014 года между сборными России и Аргентины среди женщин — 19-20 апреля 2014 года | Строительство началось в 2010 году и завершилось в 2012. В период с 2012 по 2014 год в Адлер-Арене проводились соревнования по конькобежному спорту. В 2014 году после проведения Олимпиады и Паралимпийских игр 2014 были остановлены холодильные установки. Арена перепрофилирована в Академию тенниса.                                                          |
| «Коломна»                                           | 31 мая 2006      | 6150                        |                         | Коломна   | Набережная реки Коломенки, дом 7 | Соревнования: - 44-й чемпионат России по конькобежному спорту — декабрь 2006 - 3-й этап кубка Мира по конькобежному спорту — декабрь 2007 - 45-й чемпионат России по конькобежному спорту — декабрь 2007 - чемпионат Европы по конькобежному спорту — декабрь 2008 - 46-й чемпионат России по конькобежному спорту — декабрь 2008 - 6-й этап кубка Мира по конькобежному спорту — январь 2009 - Чемпионат мира по конькобежному спорту на отдельных дистанциях 2016 — февраль 2016 | Строительство арены началось в июне 2002 года, завершилось 31 мая 2006. Общая площадь комплекса более 70 000 квадратных метров. В здании Ледового дворца расположены музей конькобежного спорта и музей коньков. |
| «Крылатское»                                        | сентябрь 2004    | 7500, по другим данным 7200 |                         | Москва    | Улица Крылатская, дом 16         | Соревнования: - Чемпионат мира по конькобежному спорту в классическом многоборье 2005 - Чемпионат мира по конькобежному спорту в спринтерском многоборье 2009 - Чемпионат мира по конькобежному спорту в классическом многоборье 2012 - Чемпионат мира по шорт-треку 2015 | Крылатское — первый в Москве и России крытый конькобежный каток. Крупнейший в стране действующий конькобежный ледовый дворец. Спортивный комплекс принимал матчи Чемпионата мира по хоккею с мячом 2010. Является домашней ареной клуба по хоккею с мячом Динамо.                                                                                                  |
| «Уральская молния» имени Лидии Павловны Скобликовой | 28 декабря 2004  | 1600                        |                         | Челябинск | Улица Труда, 187А                | Соревнования: - 43-й чемпионат России по конькобежному спорту — март 2005 - Первенство России среди юниоров 2006 - Первый этап Кубка мира по конькобежному спорту в сезоне 2011/2012 — с 18 ноября по 20 ноября 2011 года - Чемпионат Европы по конькобежному спорту 2015 | Второй после «Крылатского» крытый конькобежный каток, построенный в России. В здании Ледового дворца расположен музей конькобежного спорта. Площадь ледовой поверхности 10 540 квадратных метров. Арена оснащена двумя электронными табло размерами 16,6 на 5,7 метра и 6,2 на 3,3 метра. Архитекторы В. П. Ковалёв, А. Латышев, Ж. Чернева, инженер В. И. Брюкин. |
| Ледовый дворец «Байкал»                             | 11 сентября 2020 | 6059                        | Ледовый дворец «Байкал» | Иркутск   | Улица Лермонтова, 249            | Соревнования: - Чемпионат России по конькобежному спорту (многоборье) — март 2021 | Крытый стадион для конькобежного спорта, хоккея с мячом, шорт-трека и кёрлинга. Автор проекта заслуженный архитектор России О. Г. Ражев. Общая площадь — 56 тыс. м². Ледовое поле — 14 424 м²., включая поле для игры в хоккей с мячом 105×65 м и конькобежные дорожки. Спортивный зал 647 м². Хореографический зал 145 м². Беговой зал 77 м.                      |
| Ледовый дворец «Кузбасс»                            | 20 мая 2021      | 6000                        |                         | Кемерово  | Притомский проспект, 12          | Соревнования: | Крытый стадион для конькобежного спорта, хоккея с мячом, шорт-трека и кёрлинга. |

## Галерея
Ниже представлены фотографии интерьеров ледовых дворцов из списка.

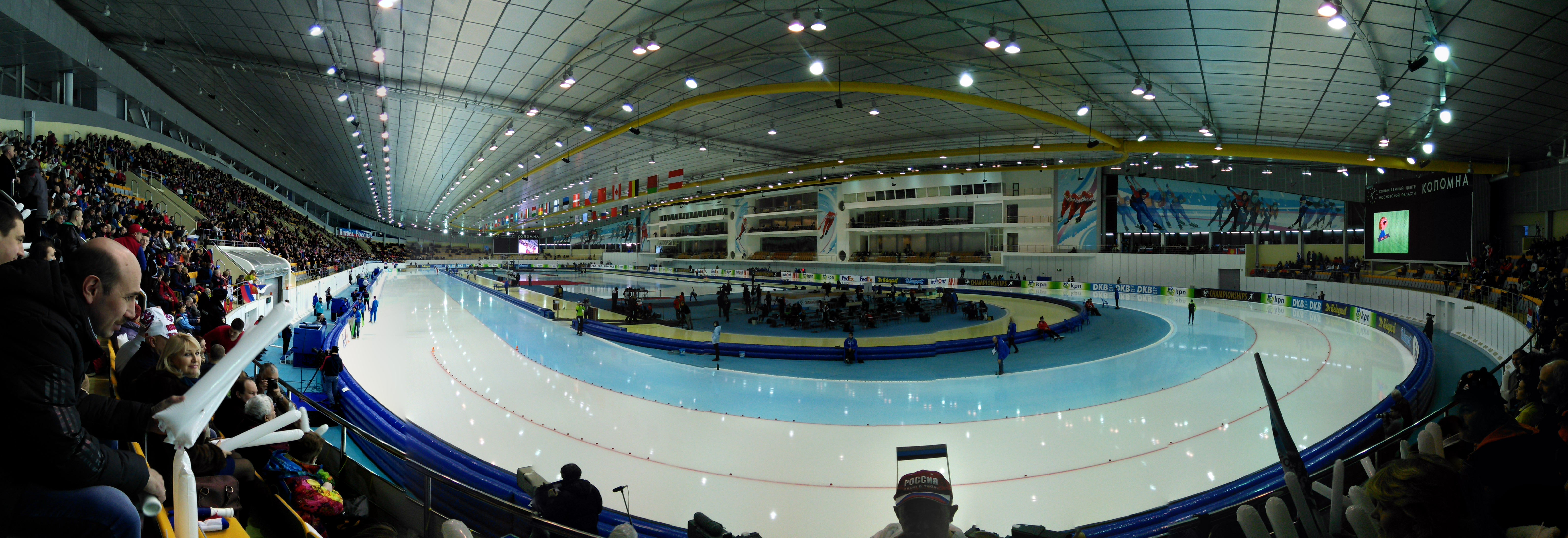
Коломна
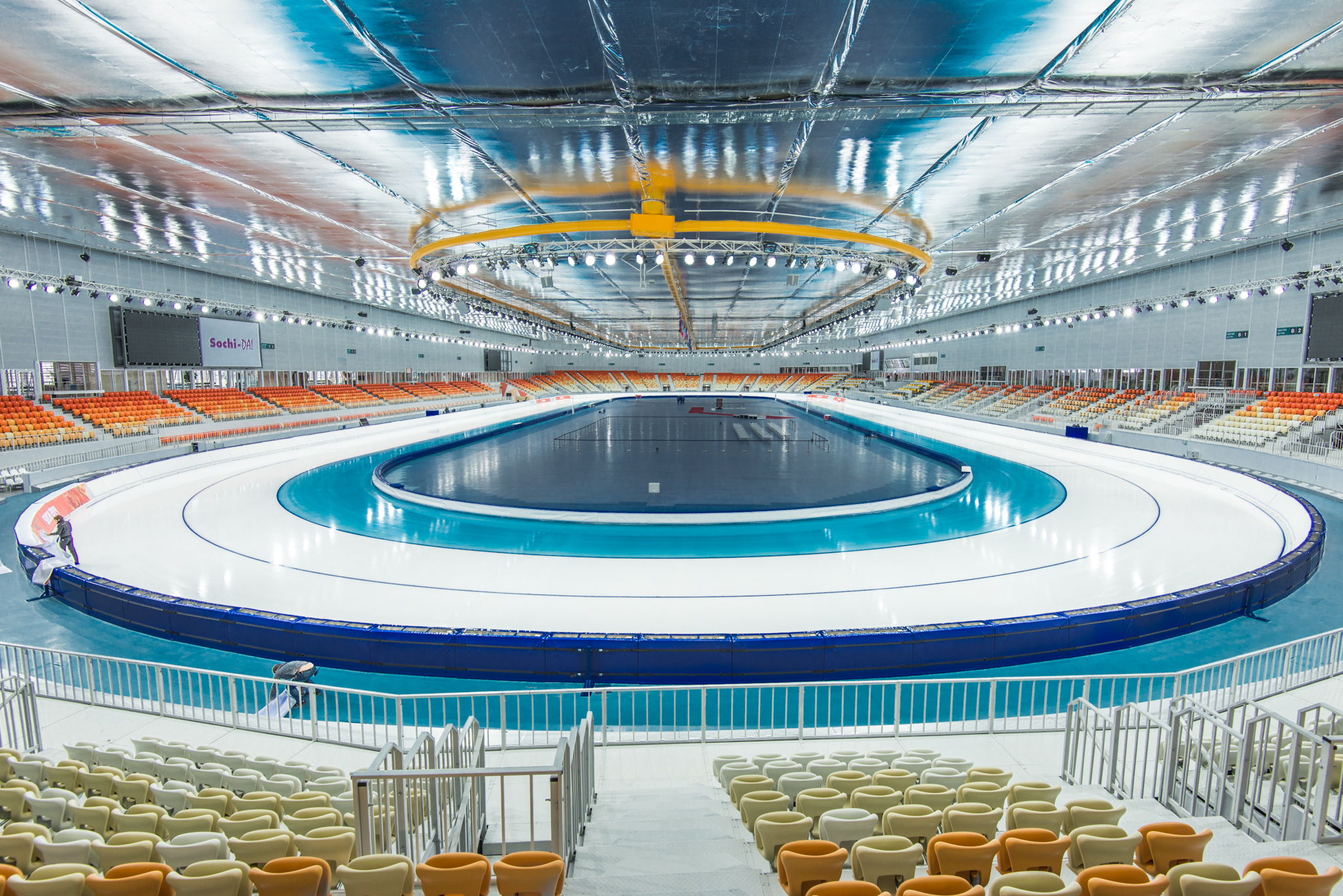
Адлер
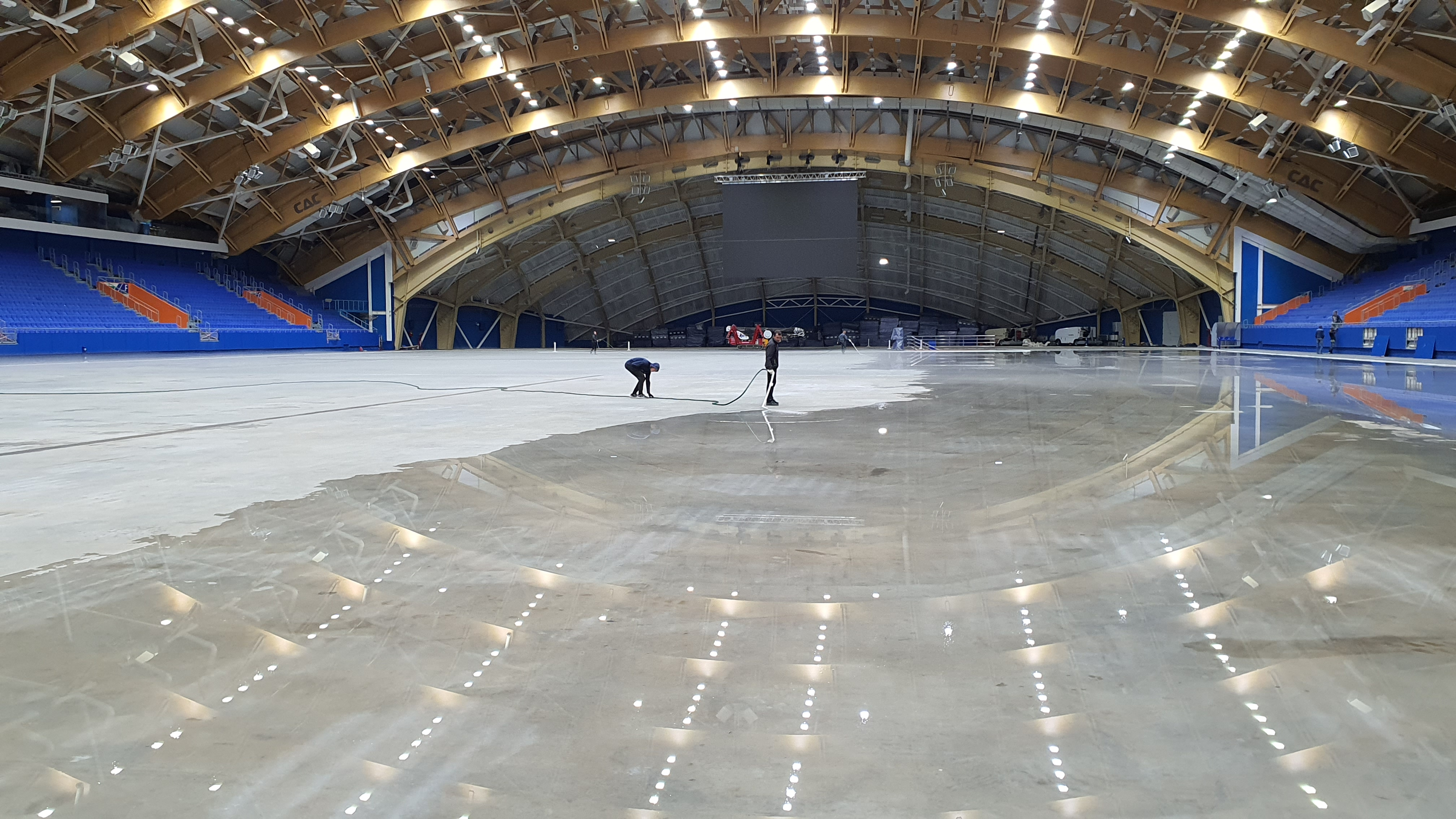
Иркутск